# Kleines Gebirge
Das Kleine Gebirge (russisch Малые Горы – Malyje gory) liegt 6 km südöstlich von Rauschen (Swetlogorsk) im Samland im historischen Ostpreußen.

## Geomorphologie
Das kleine „Gebirge“ hat eine Fläche von gut 2 Quadratkilometern. Mit dem Kalthöfer Berg (Gora Tupaja,
86 m) erhebt es sich trotzdem sehr markant über das 30–40 m tiefer liegende Umland und ist selbst von weitem sichtbar. 

## Geologie
Das kleine Gebirge ist ein isoliertes Stück einer Endmoränenlage der letzten Eiszeit und besteht vorwiegend aus Geschiebemergel. Diese Endmoräne geht von den Höhen bei Pobethen aus und erstreckt sich eben bis zum Kleinen Gebirge.